# Municipio de Henryville
El municipio de Henryville (en inglés: Henryville Township) es un municipio ubicado en el condado de Renville en el estado estadounidense de Minnesota. En el año 2010 tenía una población de 208 habitantes y una densidad poblacional de 2,22 personas por km².

## Geografía
El municipio de Henryville se encuentra ubicado en las coordenadas 44°40′21″N 95°3′21″O / 44.67250, -95.05583. Según la Oficina del Censo de los Estados Unidos, el municipio tiene una superficie total de 93.86 km², de la cual 93,86 km² corresponden a tierra firme y (0 %) 0 km² es agua.

## Demografía
Según el censo de 2010, había 208 personas residiendo en el municipio de Henryville. La densidad de población era de 2,22 hab./km². De los 208 habitantes, el municipio de Henryville estaba compuesto por el 96,63 % blancos, el 0,48 % eran afroamericanos, el 0,96 % eran isleños del Pacífico, el 1,92 % eran de otras razas. Del total de la población el 2,4 % eran hispanos o latinos de cualquier raza.